# Olinde Rodrigues

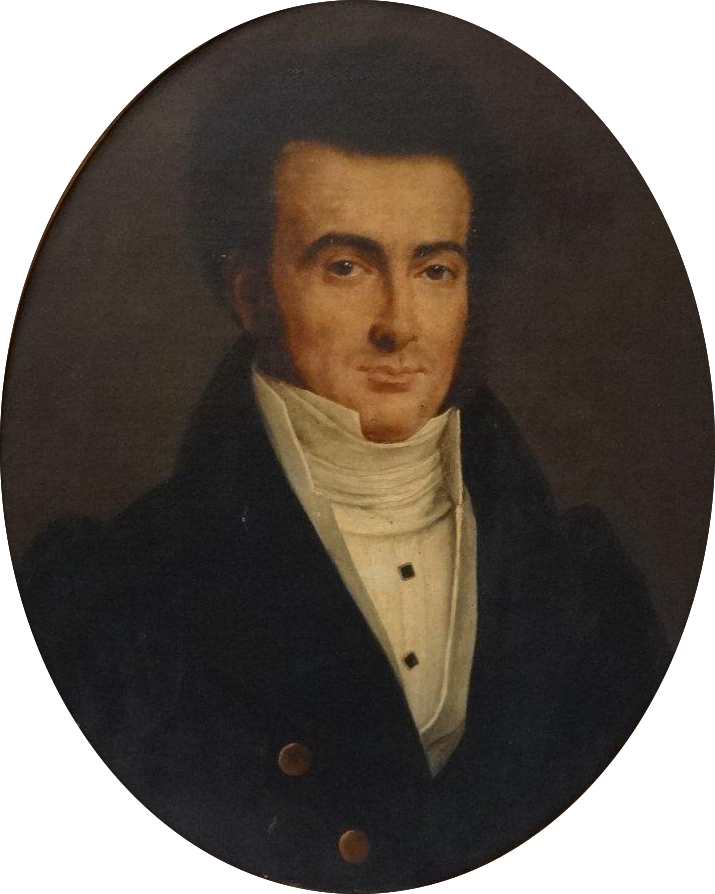
Retrat d'Olinde Rodrigues d'autor i data desconeguts.

Olinde Rodrigues   (Bordeus, 6 d'octubre de 1795 - París, 17 de desembre de 1851) fou un matemàtic, banquer i reformador social francès.

## Vida i obra
Rodrigues va néixer en una família benestant, d'origen jueu sefardí. El seu pare treballava com a agent de canvi per la família de banquers (també jueus) Fould i havia publicat un tractat de comptabilitat. En néixer, va rebre el nom de Benjamin, nom que no va utilitzar mai, amb tretze anys el va reemplaçar per Olinde.
No se sap del cert on va estudiar matemàtiques, però se sap que va obtenir el doctorat per la Facultat de Ciències de la universitat de París el 1816, amb un article en el que va describir el que avui es coneix com a fórmula de Rodrigues (o fórmula d'Ivory-Jacobi) dels polinomis de Legendre.
Després d'això va abandonar les matemàtiques per un temps. Va treballar de financer i va fundar la Caisse Hypothécaire de la qual va ser director. El 1823 va conèixer el socialista utòpic Saint-Simon i va esdevenir un entusiasta seguidor de les seves idees, fins al punt de finançar els últims anys de la vida de Saint-Simon, quan estava totalment arruïnat. En morir Saint-Simon el 1825, ell mateix, juntament amb un antic alumne seu, Prosper Enfantin, i el socialista conspirador Saint-Amand Bazard, van ser els propagadors del saint-simonisme, fins al 1832 quan el grup es va disgregar per desacords ideològics.

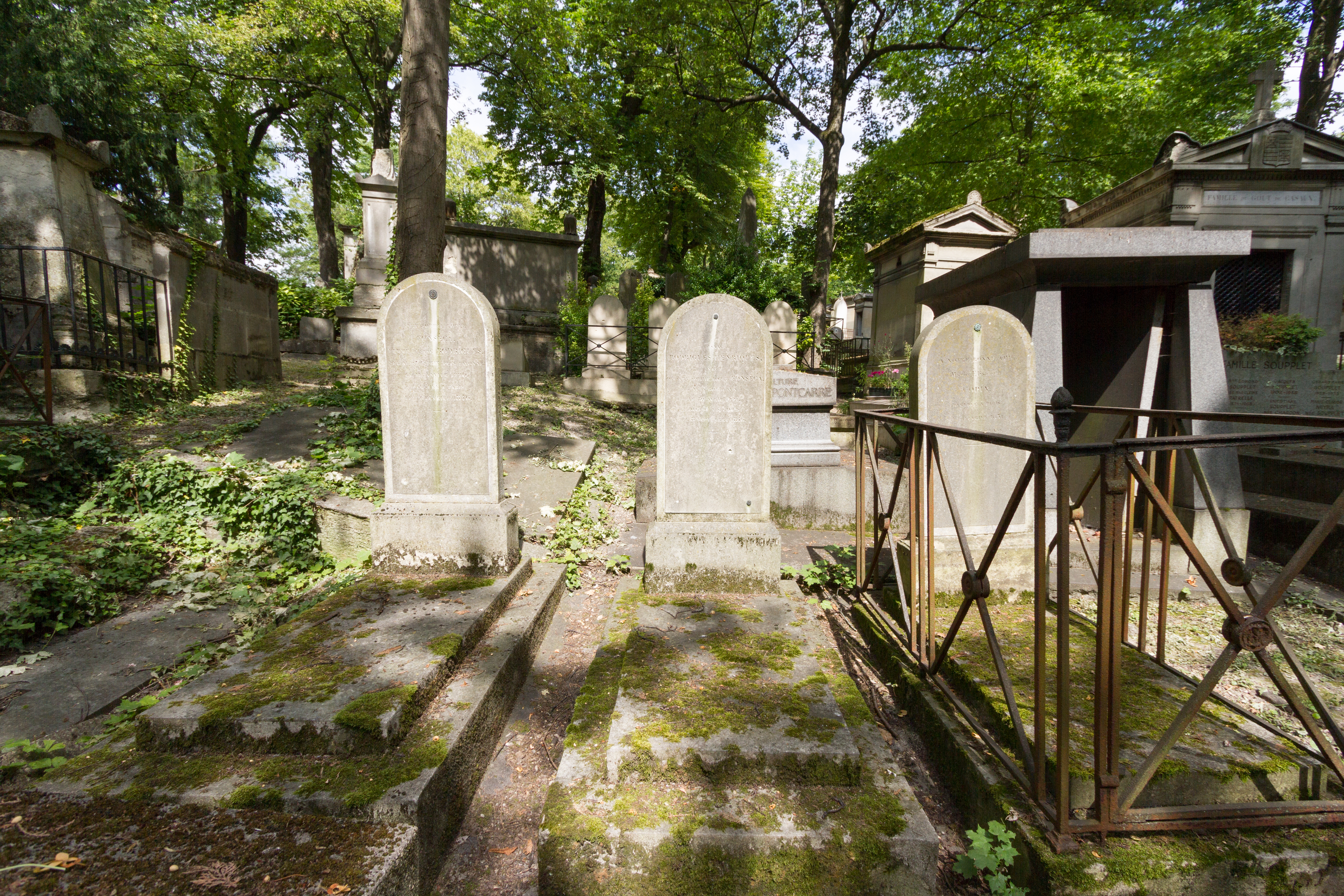
Tomba dels Rodrigues al cementiri del Père-Lachaise.

Rodrigues va publicar uns quants llibres de temes polítics i socials i diversos pamflets sobre teoria financera, a més, va editar i publicar les obres de Saint-Simon. També va tenir certa influència en el desenvolupament del ferrocarril a França. Malgrat això, va morir completament oblidat a París el 1851.
El 1840 va publicar un article al Journal de Mathématiques Pures et Appliquées titulat Des lois géométriques qui régisent les déplacements d'un système solide dans l'espace, en al que estudiava els moviments d'un cos rígid en l'espai independentment de consideracions dinàmiques. Tot i que aquest article va ser amplament ignorat, avui es considera que és la primera vegada en la que es tracten les rotacions i els quaternions.